# Григорьев, Николай Фёдорович (писатель)
Николай Федорович Григорьев (18 (30) декабря 1896, Пермь — 1986, Ленинград) — русский советский детский писатель.

## Биография
Своё социальное происхождение описывал по-разному. В своей книге «Бронепоезд Гандзя» писал, что до революции был рабочим, работал в Петрограде техником по ремонту водопроводов, а на Украину прибыл из столицы с отрядом рабочих-добровольцев. В более поздней автобиографической повести «Невская равнина» утверждал, что его отец был акцизным чиновником в Перми, а он сам перед началом Первой Мировой войны поехал учиться в Путейском институте Санкт-Петербурга, откуда был призван в саперное офицерское училище, и принял участие в войне в чине прапорщика. После Октябрьской революции сначала остался на гражданской инженерной службе, избегая призыва на военную службу обеими сторонами гражданской войны, но впоследствии, в 1919—1921 г. пошёл служить красноармейцем саперного взвода на бронепоезде «Гандзя» в стрелковой дивизии под командованием Н. А. Щорса, вскоре дослужившись до должности командира бронепоезда. После Гражданской войны жил и работал в Ленинграде.
Участник Великой Отечественной войны. В 1941 г. занимался формированием из ленинградцев-ополченцев саперного батальона, был назначен командиром этого же батальона. Сражался в боях при обороне Ленинграда. Вскоре батальон сделали кадровым под названием «325-й отдельный армейский инженерный батальон». Участвовал в прорыве блокады Ленинграда, батальон под командованием Н. Ф. Григорьева отличился в боях за Лугу и в приказе Верховного Главнокомандующего был удостоен звания «Лужский». 23 марта 1943 года был тяжело ранен в правое бедро, стал инвалидом.
В 1956—1957 годах работал редактором журнала «Костёр». Сотрудничал с журналом «Звезда».

## Творчество
Первые произведения Н. Ф. Григорьева были напечатаны в 1923 году. В детской литературе при творческой поддержке С. Я. Маршака начал работать с 1931 года.
Писал для детей и юношества. Основная тема произведений Н. Ф. Григорьева — героика гражданской войны и мирного труда.

## Награды
- орден Отечественной войны 1-й степени (11.03.1985)
- орден Отечественной войны 2-й степени (22.07.1945)
- орден «Знак Почёта» (16.01.1967)

## Избранная библиография
- Избранное. Л., Детская литература, 1986
- На Турксибе. Л., Прибой, 1929
- Саперы. М.-Л., Молодая гвардия, 1932, 1933
- «Бронепоезд Гандзя» М.-Л., Детиздат, 1938
- «На зелёной улице» (1939)
- Силач. М.-Л., Детиздат, 1941
- «Шестикрылый великан» Л., Детгиз,1960, 1963
- Рассказы. Л., 1966
- «Ленинский броневик» Л., 1970
- «Повести и рассказы» Л.,1973
- «Наш бронепоезд» Л., 1964
- «Отец: Документальная повесть об Илье Николаевиче Ульянове» М., Политиздат, 1969, 1978
- Приключения крылатого колеса. Л., 1976
- «Невская равнина» Л., 1981
- С башни времени. Л., Советский писатель, 1983
- «Наш друг природа» М., Политиздат, 1985
- «Черный жеребец» (под псевдонимом Н. Григ) М.-Л., Молодая гвардия,1931
- «Боевая хитрость» М.-Л., 1939
- «Мальчик с противогазом» М.-Л., Детиздат, 1939
- «На Зелёной улице. (Рассказы о железной дороге)» М.-Л., Детгиз, 1950
- «Несносный Фаддей» Л., Детгиз, 1963
- «Ты опустил письмо» Л., Детгиз, 1963
- Дядя Русаков и мальчики. Л., 1971
- «Двенадцать поленьев» Л., 1973
- «Только вперед» Л., 1979
- «Сапер Ребров» М.-Л., Детиздат, 1938
- «Полтора разговора» Л., 1934